# Korsakovljeva psihoza
Korsakovljeva psihoza ili Korsakovljev sindrom je teški psihički poremećaj i degenerativni poremećaj mozga, koji se javlja u kasnijem stadiju alkoholizma. Korsakovljeva psihoza se javlja zbog nedostatka vitamina B1 odnosno vitamina u mozgu. Kombinacija polineuropatija i demencije (bezumnosti, mahnitosti). Karakterizira ju poremećaji pamćenja i sjećanja, konfabulacije, smetenost, dezorijentiranost. Liječi se isključivo u bolnici.
Psihoza (ili sindrom) je dobila ime po ruskom neuropsihijatru Sergeju Korsakovu koji je popularizirao teoriju.

## Simptomi
Kod Korsakovljeve psihoze postoje šest glavnih simptoma: anterogradna i retrogradna amnezija, konfabulacija, oslabljena konverzacija, nedostatak sposobnosti opažanja i apatija.

Kod Korsakovljeve psihoze dolazi i do oštećenja neurona, odnosno njihovog smanjenja
Ako se Korsakovljevoj psihozi pridruži Wernickova encefalopatija, kombinacija se naziva Wernicke-Korsakoff sindrom. 

### Indikacije
- Ataksija
- Apatija
- Retrogradna amnezija i anterogradna amnezija
- Konfabulacija
- Tremori
- Paraliza očnih mišića
- Nedostatak sposobnosti opažanja stanja
- Koma

## Terapija
Liječenje se provodi nadomještanjem tiamina, pravilnom prehranom te nadomještanjem tekućina u organizmu. Liječenje je izrazito sporo, i često stanje nije u potpunosti izlječivo. Hospitalizacija potrebna.
|  | Molimo pročitajte upozorenje o korištenju medicinskih informacija. Ne provodite liječenje bez savjetovanja s liječnikom! |